# Капири-Мпоши
Капири-Мпоши (англ. Kapiri Mposhi) — город в замбийской Центральной провинции.

## Географическое положение
Центр города располагается на высоте 1258 м над уровнем моря.

## Транспорт
Капири-Мпоши является важным железнодорожным узлом, здесь пересекаются железная дорога, соединяющая Лусаку с Китве-Нканой и другими городами севера страны, а также ТАНЗАМ — железная дорога, соединяющая Замбию с танзанийским Дар-эс-Саламом.
Также через Капири-Мпоши проходит три международных автомобильных магистрали:
1. шоссе Каир-Кейптаун
2. шоссе Бейра-Лобиту[англ.]
3. шоссе Танзам[англ.]

В городе есть небольшой аэропорт.

## Демография
Население города по годам:
| 1990   | 2000   | 2012   |
| ------ | ------ | ------ |
| 13 540 | 27 219 | 65 182 |